# Estetoscopi de Pinard

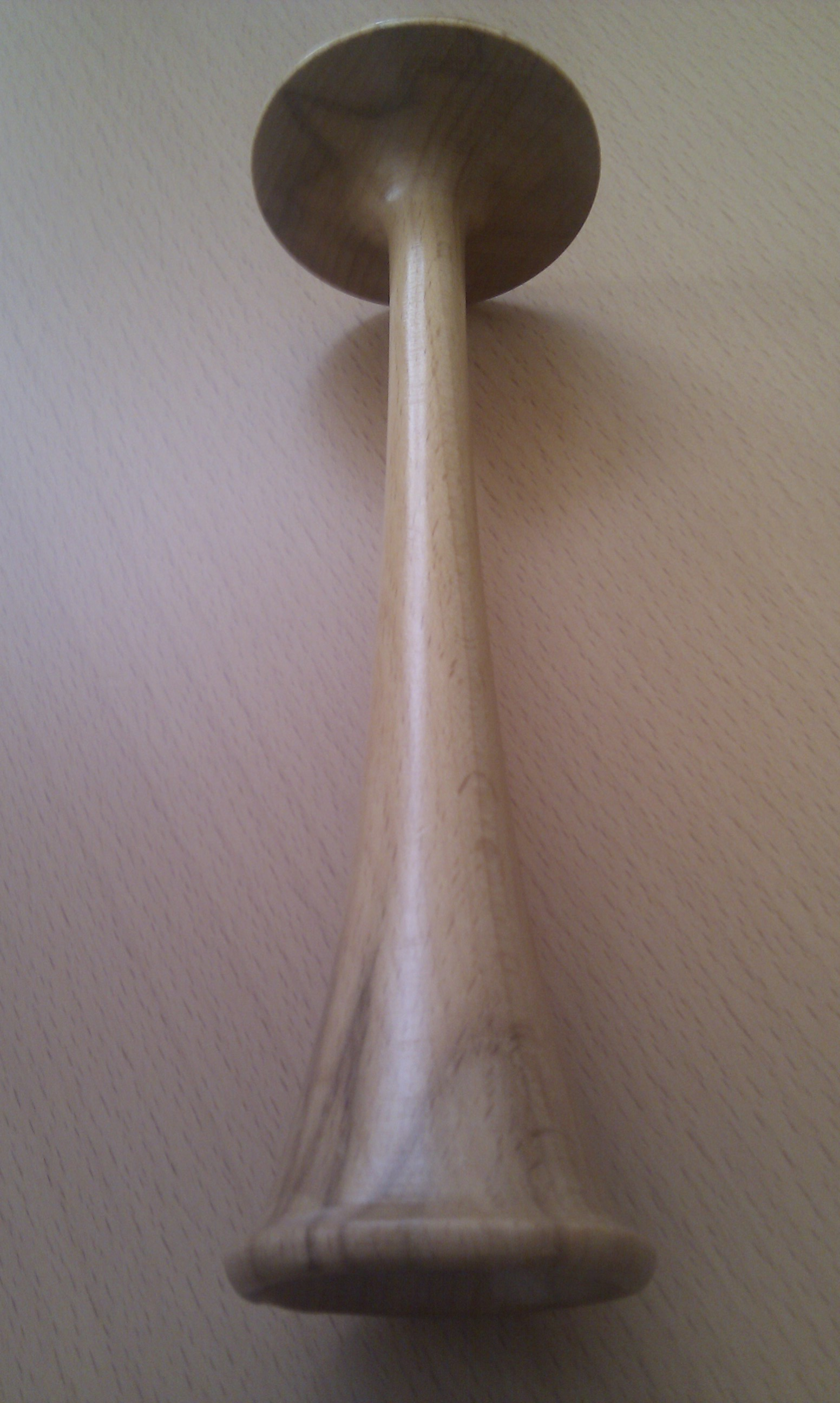
Estetoscopi de Pinard

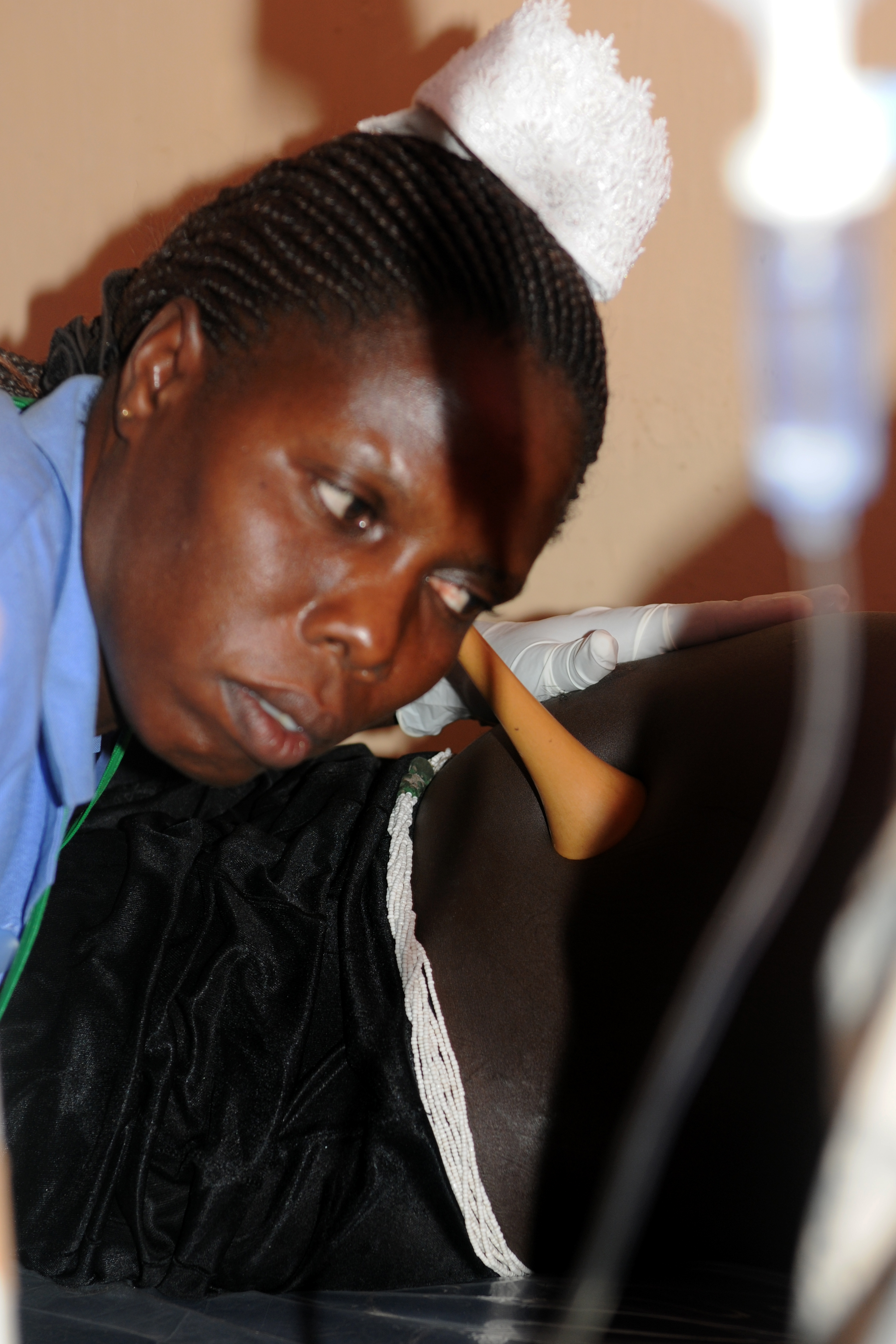
Infermera usant un estetoscopi de Pinard a Uganda.

L'estetoscopi de Pinard és una eina utilitzada per auscultar els batecs cardíacs del fetus durant l'embaràs. És un tipus d'estetoscopi, anteriorment anomenat fetoscopi, però el terme encara s'associa a l'estetoscopi de Pinard. La campana sol ser de fusta o metall i és buida. Mesura al voltant de 20 cm. Funciona en forma similar a una trompeta acústica, amplificant el so. L'extrem ample se sosté contra el ventre de la dona embarassada, mentre la persona auscultant escolta a través de l'altre.

## Història
L'estetoscopi de Pinard va ser inventat pel Dr. Adolphe Pinard, un obstetra francès, al segle xix. Pinard va ser un dels primers metges que va recolzar els avenços en l'atenció prenatal, inclosa la vigilància de la salut fetal.

## Ús actual
Els estetoscopis de Pinard segueixen sent usats arreu del món, particularment pels obstetres i comares. Encara avui són la forma més comuna d'estetoscopis fetals a gran part d'Europa, mentre que als Estats Units l'ecografia Doopler és considerada estàndard. Encara se'l considera un dispositiu útil. Proporciona una alternativa eficaç a tecnologia més costosa, com ara l'ultrasò Doopler. Una obstetra a Mèxic descriu l'ús de l'estetoscopi de Pinard: 
« De vegades escoltem la freqüència cardíaca amb el Pinard, però si la dona és molt sensible i el molesta que premem l'estetoscopi de Pinard contra el seu ventre, aleshores fem servir el Doppler. Però el Doppler freqüentment transmet molt de soroll; es torna confús. Així que millor amb el Pinard. »
Es pot utilitzar per determinar la posició del fetus. Per a aquest propòsit és més precís que un dispositiu Doppler. Aquest últim detecta els sorolls cardíacs des de lluny de la ubicació d'origen. El Pinard ha de ser apretat fins a ubicar-se molt a prop del cor fetal per poder detectar els batecs. Així proporciona una indicació més acurada de la posició fetal. Un metge, infermer o llevadora també pot fer servir la palpació i l'auscultació per determinar la posició fetal.